# Indaeschna
Genre
Indaeschna  est un genre de libellules de la famille des Æshnidae (sous-ordre des Anisoptères, ordre des Odonates). 

## Liste d'espèces
Selon BioLib (14 décembre 2020) :
- Indaeschna baluga Needham & Gyger, 1937
- Indaeschna grubaueri (Förster, 1904)